# Phoxinellus crassus
Pseudophoxinus crassus là một loài cá vây tia thuộc họ Cyprinidae.
Loài này chỉ có ở Thổ Nhĩ Kỳ.